# شان ولش
شان ولش (انگلیسی: Sean Welsh؛ زادهٔ ۱۵ مارس ۱۹۹۰) بازیکن فوتبال اهل بریتانیا است.
از باشگاه‌هایی که در آن بازی کرده است می‌توان به باشگاه فوتبال پاتریک تیسل و باشگاه فوتبال هیبرنین اشاره کرد.